# یان مارکز
یان مارکز (انگلیسی: Yane Marques؛ زادهٔ ۷ ژانویهٔ ۱۹۸۴) ورزشکار پنج‌گانهٔ مدرن اهل برزیل است.
وی در مسابقات کشوری و بین‌المللی در مجموع برندهٔ ۵ مدال طلا، ۵ مدال نقره، ۴ مدال برنز شده‌است.